# 6,5-284 Norma

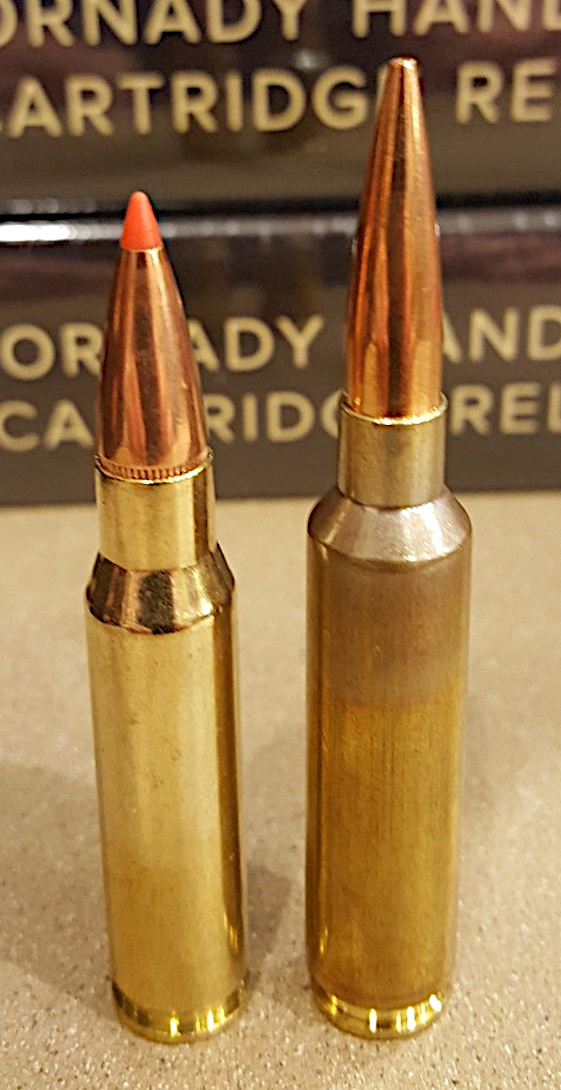
.308 Winchester (esq.)
6,5-284 Norma (dir.)

O cartucho 6,5-284 Norma é um cartucho de fogo central, para rifle sem aro em forma de "garrafa", que originou-se como um cartucho wildcat baseado no cartucho .284 Winchester com o "pescoço" reduzido para 6,5 mm.

## Histórico
O cartucho pai, o .284 Winchester foi criado por volta de 1963, mas não viu uso comercial extensivo. O calibre 6,5 permitiu o uso de balas longas e aerodinâmicas. Em 1999, a Norma o submeteu a C.I.P., e desde então, foi padronizado como o 6,5mm-284 Norma.

## Uso
O 6,5-284 tem sido amplamente usado em competições de tiro na modalidade Benchrest e é conhecido como um cartucho de longo alcance extremamente preciso. Usando uma versão melhorada do 6,5-284, Rich DeSimone estabeleceu um recorde mundial de 1.000 jardas (914,4 m) com um grupo de 1,564 polegadas (39,73 mm). O recorde de 1.000 jardas (914,4 m) de Rich DeSimone foi quebrado por Tom Sarver, que atirou em um grupo de 1,403 polegadas (35,64 mm) em 2007 usando um cartucho wildcat ".300 Hulk" baseado no cartucho .338 Lapua Magnum. Em contraste, a maioria dos rifles de caça mostram precisão semelhante em 100 jardas (91,4 m) a 200 jardas (182,9 m). Uma bala de 140 gr (9,1 g) neste calibre é tipicamente disparada a 3.000 pés/s (914 m/s) a 3.100 pés/s (945 m/s).